# Nymphon forceps
Nymphon forceps är en havsspindelart som beskrevs av Nakamura, K. och C.A. Child 1991. Nymphon forceps ingår i släktet Nymphon och familjen Nymphonidae. Inga underarter finns listade i Catalogue of Life.